# Галеас

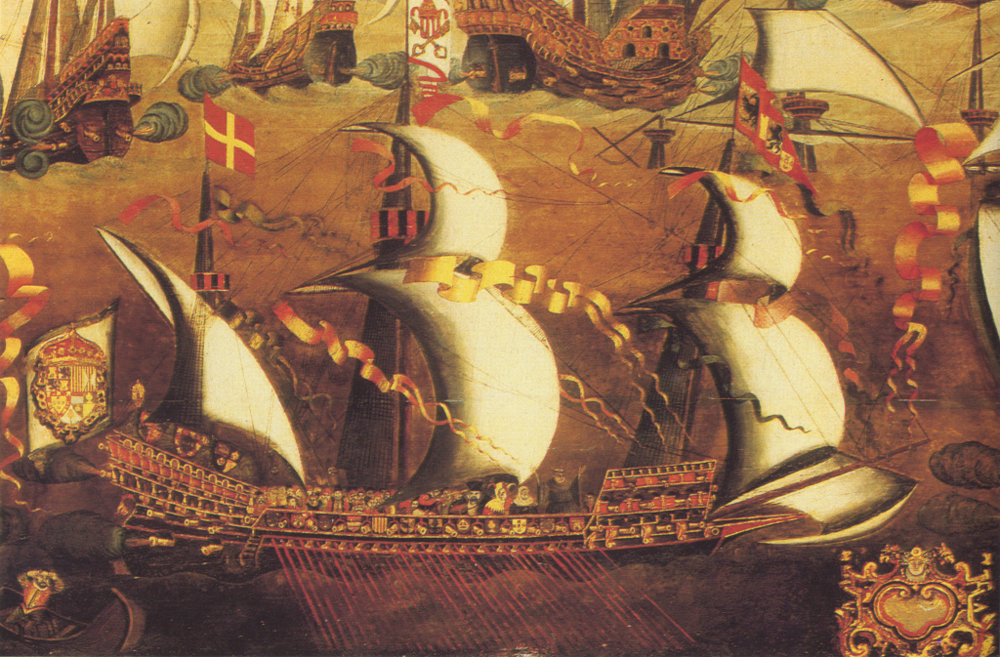
Испанский галеас XVI века

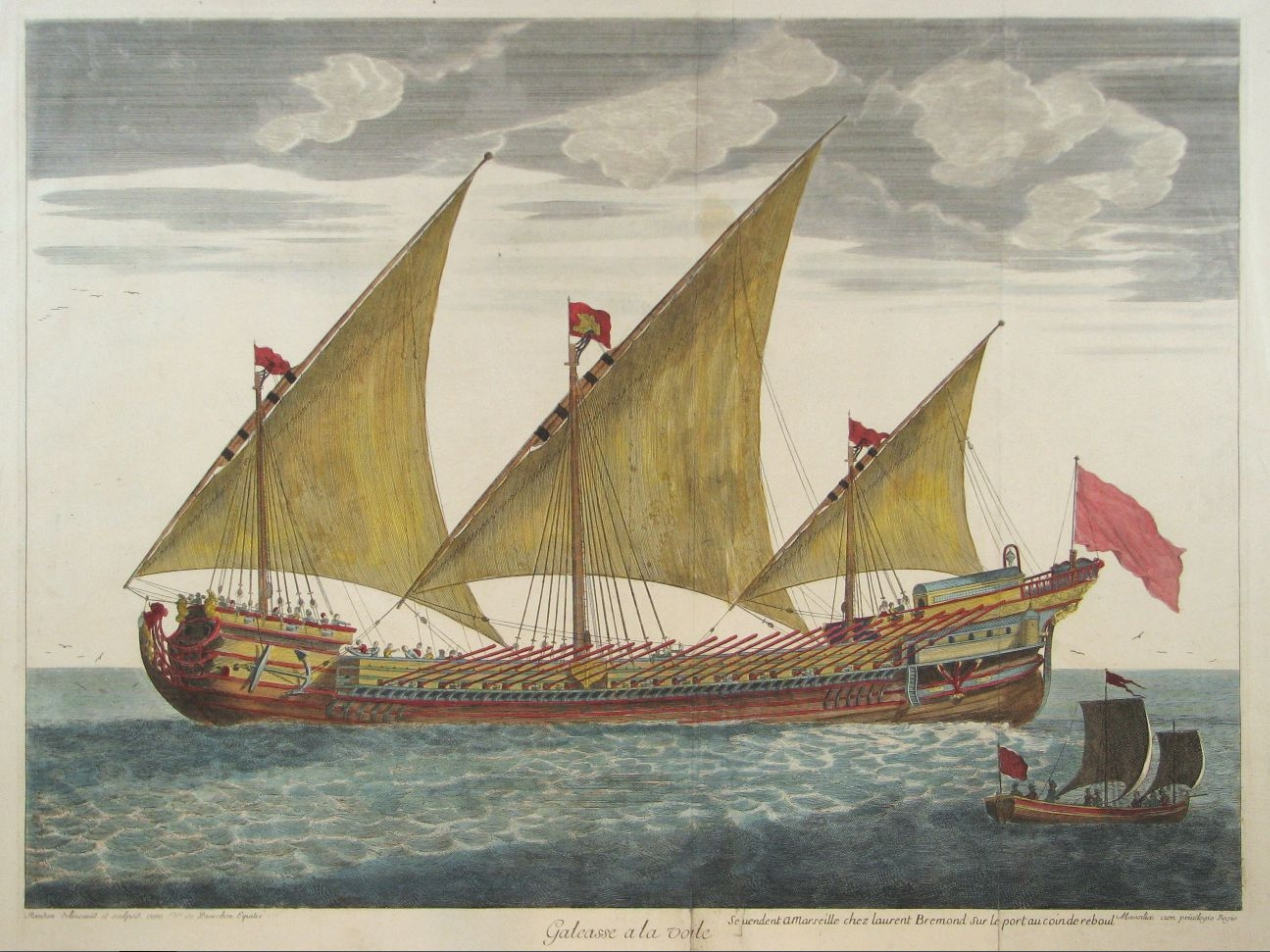
Французский галеас, 1690

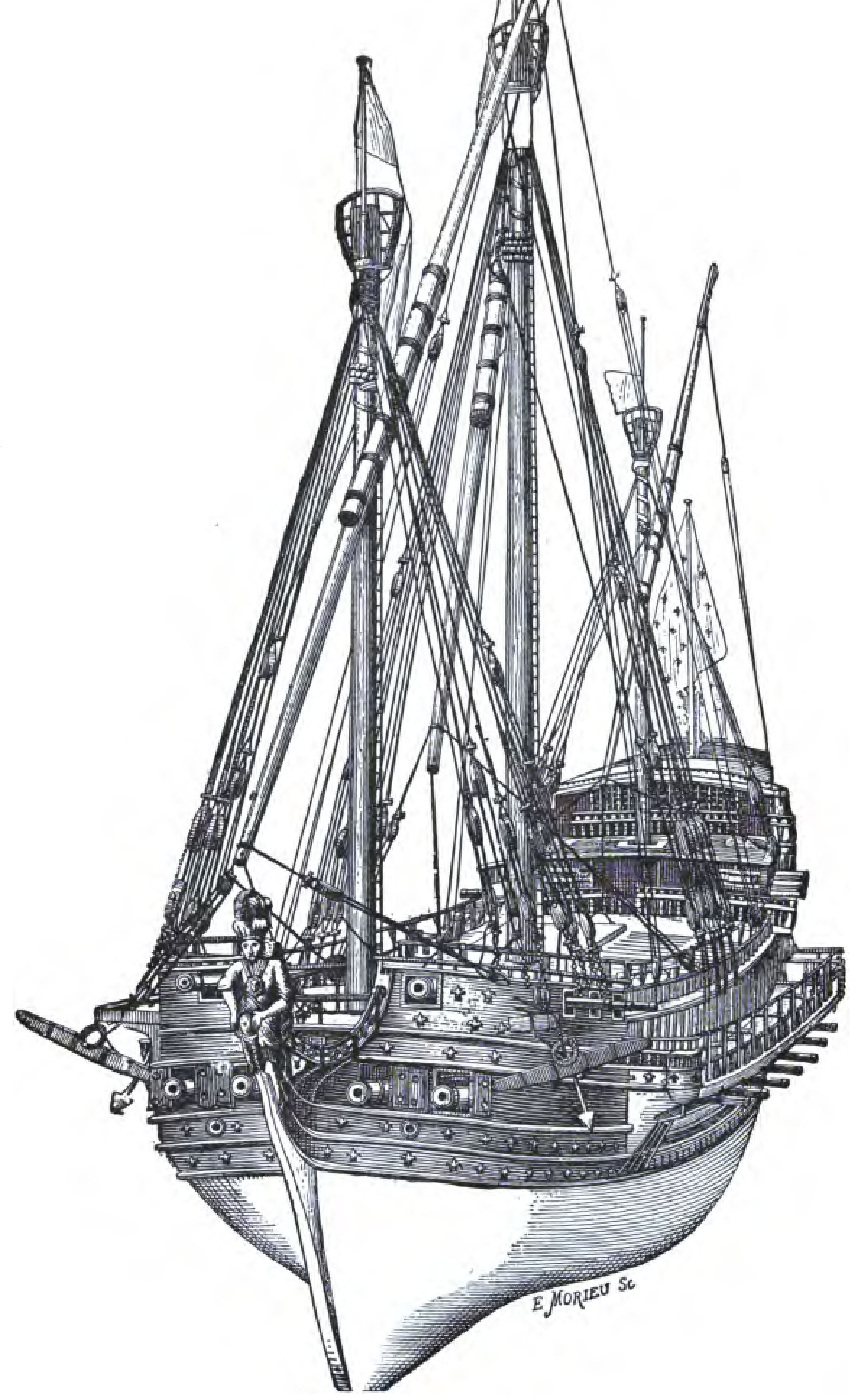
Галеас XVII века с вёслами над батарейной палубой.

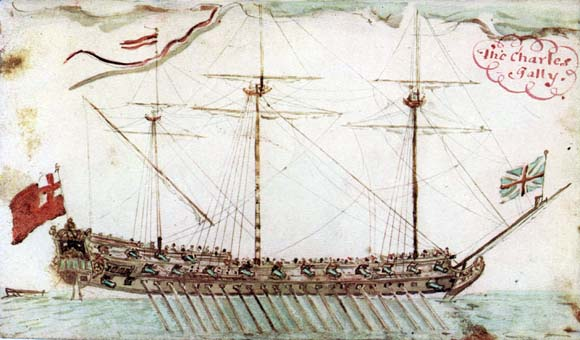
Английская «галера» «Чарльз» 1680-х годов, фактически принадлежащая к типу облегчённого галеаса — гребного фрегата. Такие корабли использовались для обороны гаваней и в Средиземноморье против пиратов.

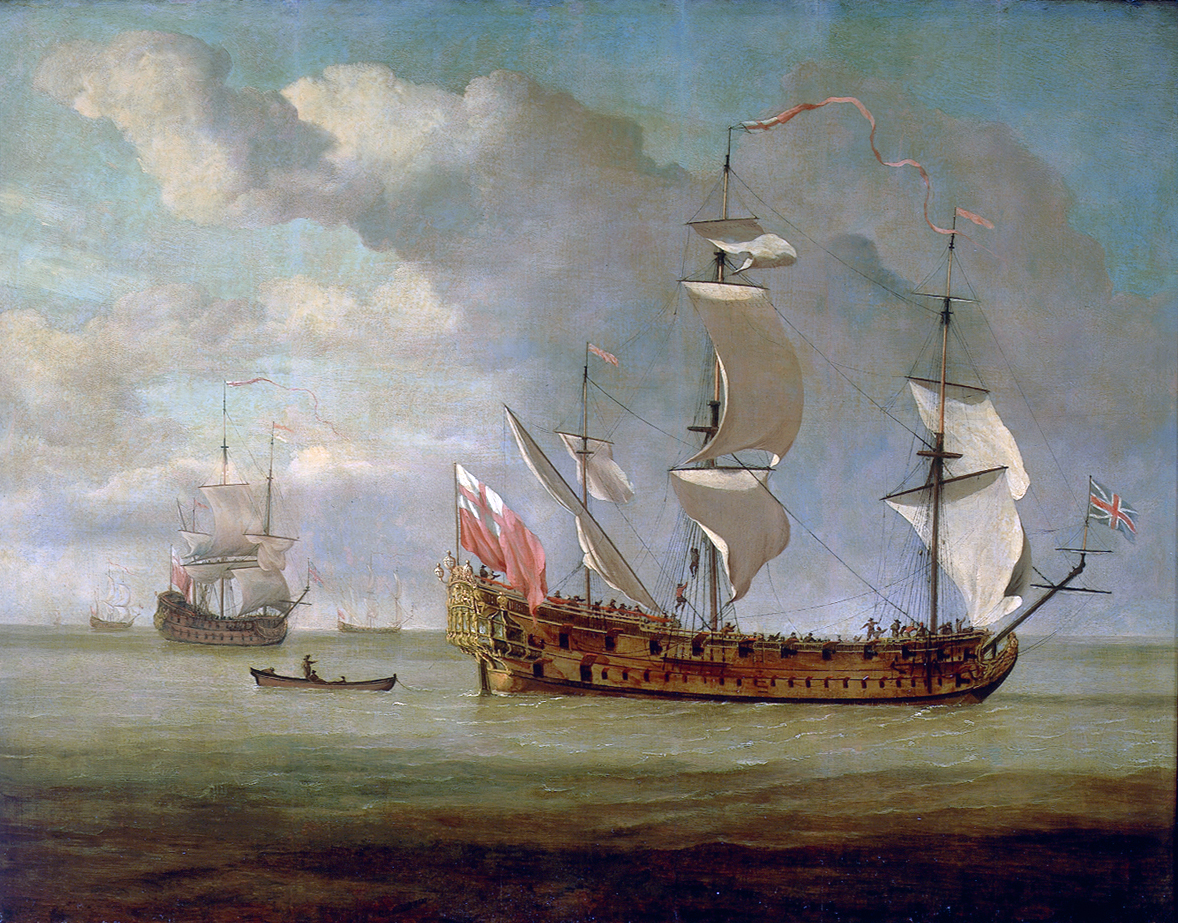

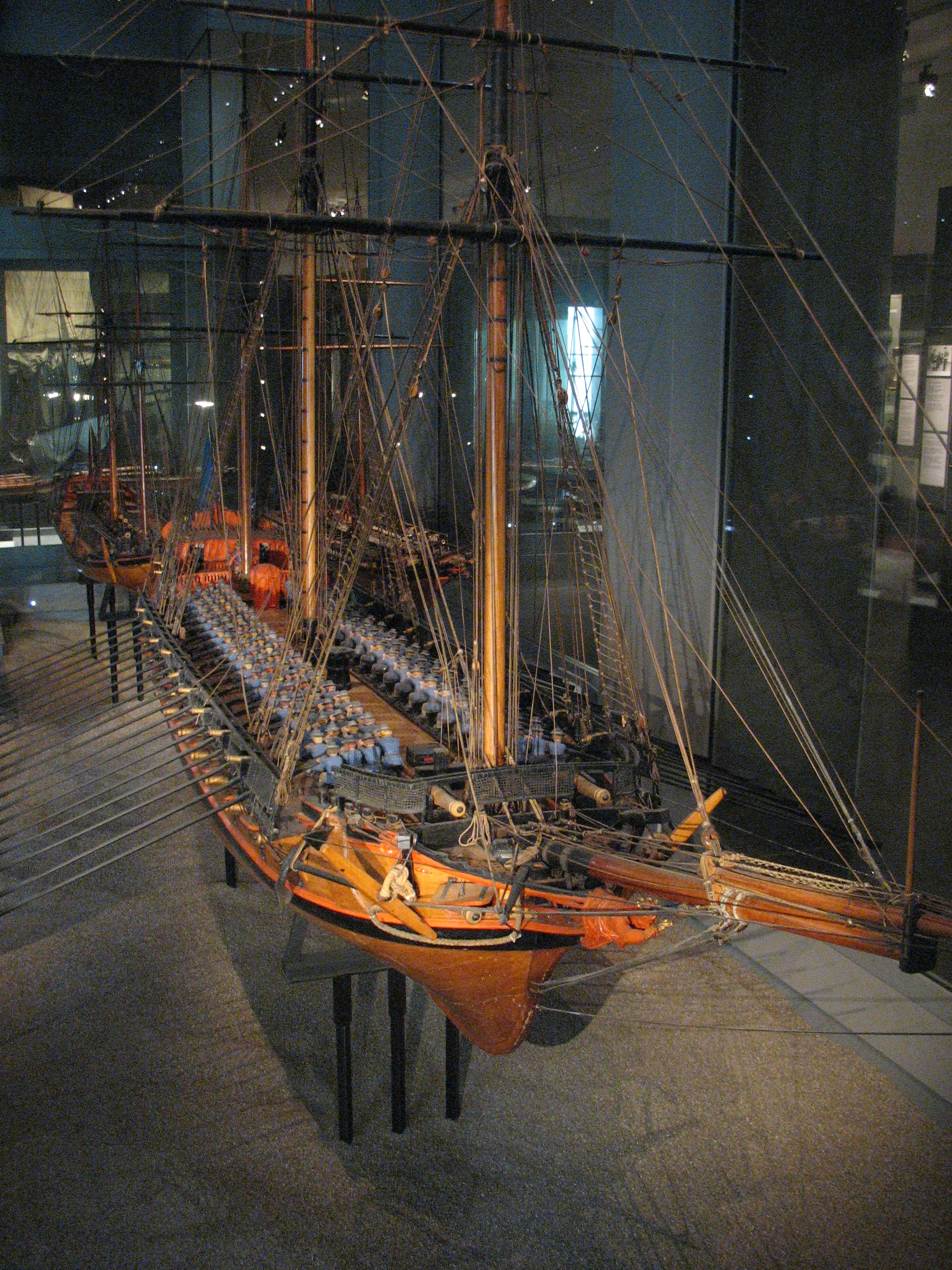
Шведский шхерный фрегат — турума «Лудбрук» эпохи Русско-шведской войны 1788—1790 годов. Нёс полную бортовую батарею 12-фунтовых орудий под банками гребцов.

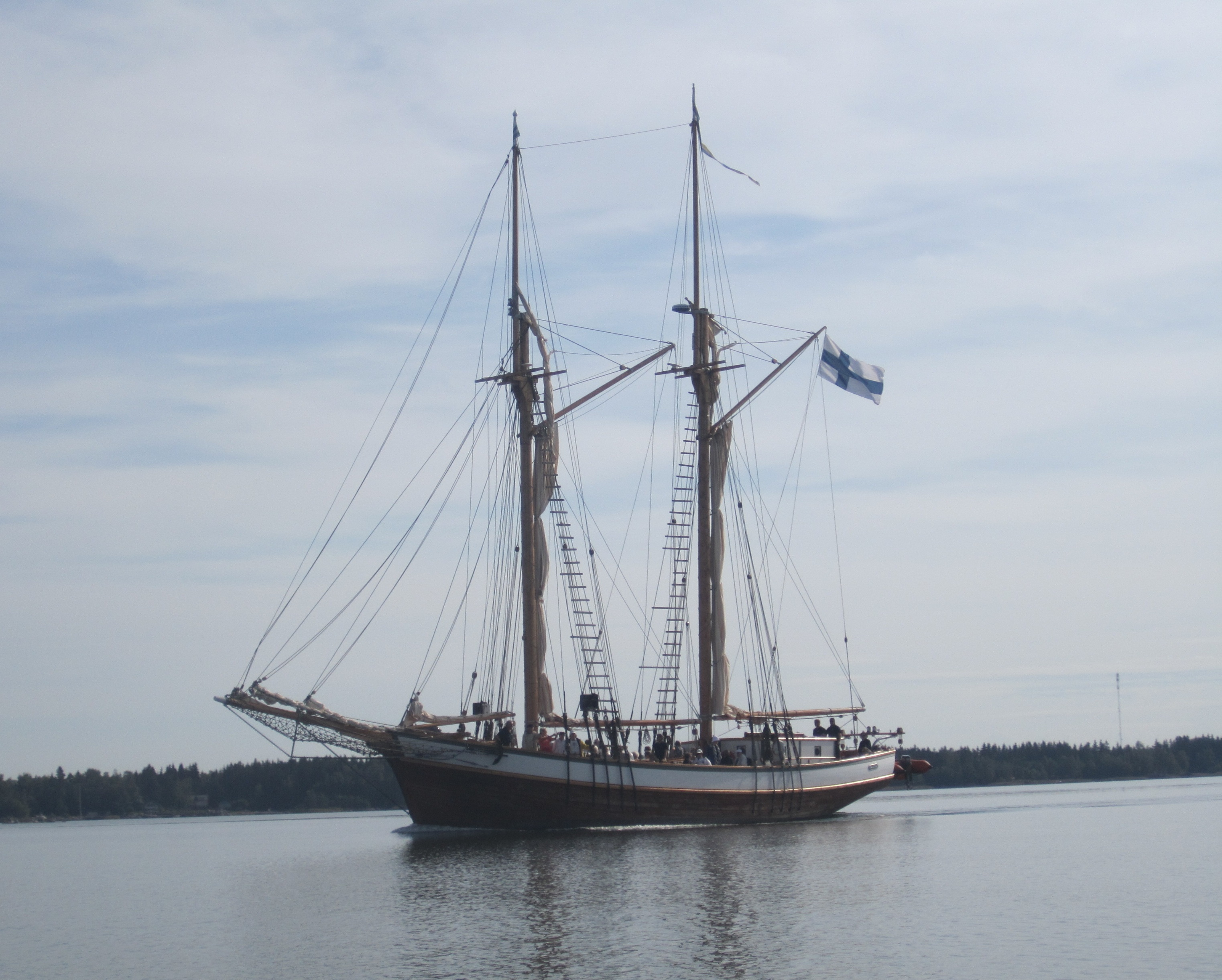
Финский рыболовецкий парусник-галеас.

Галеа́с (итал. Galeazza) — тип парусно-гребных военных кораблей. Название означает «большая галера».
Первые упоминания термина «галеас» относятся к XII веку, однако это были, очевидно, просто галеры крупнее обычного. Галеас как самостоятельный тип корабля находился в составе европейских флотов в XVI—XVII веках. Он по сути являлся промежуточным типом между галерой и парусным кораблём. От галеры отличался, в первую очередь, больши́ми размерами и улучшенной мореходностью, в частности — возможностью плавать в зимнее время года. Кроме того, галеасы, в отличие от галер, несли орудийную палубу, расположенную над или под банками гребцов.
Впервые данный тип корабля был применён венецианцами в сражении при Лепанто в 1571 году, причём по одному из источников корабли были перестроены из готовых стоящих на стапеле корпусов крупных торговых галер-«бастардов». Их было всего шесть, по два на каждое из главных направлений атаки — центр, правый и левый фланги. В этой битве турецкие галеры так и не смогли взять их на абордаж, при этом каждый из них вёл артиллерийский бой с несколькими кораблями противника, что убедительно доказало высокую эффективность крупного корабля с высоким бортом и мощной артиллерией.
Венецианские галеасы 1500-х годов имели длину до 47 метров, ширину до 8 метров, высоту борта 3,2 метра; имели 3 мачты и 3 паруса. Экипаж такого корабля состоял из капитана, двух лоцманов, четырёх офицеров, боцмана с помощником, священника, 62 матросов и рулевых, 268 гребцов, 254 солдат и бомбардиров — всего 594 человека (в некоторых источниках 800-1200).
Длина галеаса составляла до 70-80 метров, ширина — до 9 метров. Соотношение длины и ширины корпуса было промежуточным между галерой и парусником, составляя порядка 6:1. Борта делали высокими, что улучшало мореходность и сильно затрудняло абордаж. На корабле был один ряд вёсел, обычно по 32 банки на борт. Классический средиземноморский галеас нёс три мачты с косыми парусами, испанские же галеасы, как и английские, обычно имели смешанное парусное вооружение для плаваний в Атлантике (как показано на иллюстрации). Вооружение галеаса состояло из пушек (до 70 орудий различных калибров — от самых мощных и тяжёлых куршейных, установленных продольно в носу, до лёгких фальшбортных фальконетов, стреляющих с установленной на борту вилки) и надводного тарана (шпирона), который служил для абордажа, а не потопления противника. Тяжёлые орудия устанавливались в кормовой и носовой надстройках — форкастеле и ахтеркастеле — выполненных в виде башен, а также на батарейной палубе, причём последняя могла располагаться как над, так и под палубой для гребцов. В первом случае на неё могли устанавливаться лишь лёгкие орудия, во втором же — более низкое расположение палубы позволяло ставить на ней тяжёлые орудия без опасения опрокидывания корабля, однако при стрельбе требовалась слаженная работа гребцов, которые перед залпом должны были одновременно поднять все вёсла. Корабль мог вместить экипаж численностью до полутора тысяч человек, включая десант. На крупном испанском 50-пушечном галеасе «Жирона» (также «Хирона»), разбившемся у берегов Шотландии в 1588 году, было около 1300 человек экипажа и десанта, из которых спаслось лишь 9.
Галеасы могли развивать на тихой воде хорошую скорость, вполне сопоставимую с обычной галерой, но оказались сравнительно тяжёлыми и неповоротливыми, что мешало им успешно вести маневренный бой на манер галер. При этом нижняя, самая прочная палуба на них была занята не орудиями, а гребцами, так что и по огневой мощи галеас заведомо уступал равному по размеру паруснику. Наконец, плавание на галеасах, несмотря на улучшенную относительно галеры мореходность, никогда не было полностью безопасно даже в Средиземном море, не говоря уже об океанских водах. В результате использование галеаса было целесообразно лишь в крупных морских сражениях при тихой погоде, в которых они играли роль плавучих крепостей. В Атлантике основной задачей галеасов были охрана портов и береговая оборона — соединяя независимость от ветра галеры с вооружением мощного пушечного корабля, они могли в любой момент, вне зависимости от направления ветра, выйти из гавани и перехватить неприятеля. Например, в конце 1580-х годов Лондон охраняли два таких корабля. Кроме того, галеасы были удобны для перевозки войск и проведения десантных операций. Вероятно, именно из-за последнего их, как и галеры, продолжали строить ещё в XVII, а по некоторым данным — даже и в начале XVIII века, когда хорошо вооружённые парусники уже давно доказали своё превосходство в морском бою. Поздние галеасы практически полностью избавились от своего «галерного наследия» и были во всём подобны парусным кораблям, кроме того, что вместо нижней батарейной палубы имели банки гребцов, что лишало их значительной части огневой мощи, но взамен давало свободу от ветра и возможность совершать сложные манёвры в ограниченном пространстве. Последние галеасы были выведены из списка военных флотов в 1715…1720 годах. Торговая их разновидность просуществовала дольше и продолжала использоваться на протяжении XVIII века.
Галеасов даже в эпоху их расцвета строили сравнительно немного. При Лепанто их было всего 6. В Англии некоторые галеасы были впоследствии перестроены в полноценные галеоны — с них убрали вёсла, заменив их орудийной палубой. Например, английский Antelope (1546) начал свою службу как 44-пушечный галеас, а уже в 1558 был перестроен в 38-пушечный галеон, нёсший 26 тяжёлых и 12 лёгких орудий. За счёт увеличения калибра артиллерии огневая мощь корабля существенно возросла. В таком виде он служил до середины XVII века, будучи несколько раз перестроен, пока не погиб во время Гражданской войны в 1649 году.
Облегчённые галеасы, предназначенные для борьбы с пиратами, иногда назывались фрегатами. Впоследствии этот термин перешёл на чисто парусные суда, которые относились к парусным линейным кораблям так же, как прежние гребные фрегаты — к галеасам.
Дольше всего галеасы и похожие на них корабли строились в акваториях Средиземного и, в особенности, Балтийского морей. В Швеции шхерные фрегаты (skärgårdsfregatter) — турумы, гемемы, удемы и другие типы кораблей, являвшиеся разновидностью лёгкого галеаса, строили ещё в конце XVIII века, в эпоху Великой Французской революции. Такие же корабли имелись и у России, например, гребной фрегат «Святой Николай», хорошо сохранившиеся останки которого покоятся у финского города Котка и изучены водолазами. По своей сути это были сравнительно небольшие, мелко сидящие фрегаты, по конструкции корпуса и парусному вооружению в целом аналогичные фрегатам открытого моря, но с одной из палуб, вместо артиллерии занятой банками для гребцов. Однако и здесь преимущества «гибридных» кораблей оказались сомнительными: сравнительно крупные по меркам шхерного флота гребные фрегаты имели слишком большую осадку, оказались очень медленными и под вёслами, и под парусами, да к тому же неповоротливыми и вообще в целом малоприспособленными к ведению боя в тесных балтийских шхерах, где небольшие мелко сидящие канонерские лодки часто одерживали верх над крупными кораблями за счёт численного превосходства и умелого маневрирования. Кроме того, специфическим недостатком удем и турум, как и собственно галер средиземноморского типа, была открытая гребная палуба, что в суровых климатических условиях Балтики создавало для гребцов крайне нездоровые условия, а учитывая, что гребцы и в шведском, и в русском флотах были не каторжниками, а солдатами, большой популярностью эти типы кораблей на флоте не пользовались. Кроме того, высокорасположенные банки гребцов уменьшали эффективность вёсел из-за слишком большого угла, образуемого ими с поверхностью воды. Гемема была улучшенным вариантом турумы, у которой этот недостаток попытались исправить — банки гребцов убрали под палубу, пропустив вёсла через порты в бортах, а батарею переместили на верхнюю палубу, что, однако, отрицательно сказалось на огневой мощи корабля, который теперь мог безопасно нести лишь сравнительно лёгкие орудия. В русском флоте существовали также корабли, у которых банки гребцов располагались на орудийной палубе между пушками, например, «Богоявление Господне». Под вёслами такой корабль мог по сути только маневрировать в узкостях — для полноценного плавания их уже не хватало.
Относительно галеасов в составе российского флота существуют значительные разночтения. Во многих источниках галеасами именуются 36-пушечные корабли «Апостол Пётр» и «Апостол Павел», построенные в Воронеже для второго штурма Азова. Однако никаких существенных сведений об этих кораблях не сохранилось, что открывает простор для интерпретации. Обычно считается, что эти корабли относились к типу лёгких галеасов — парусно-гребных фрегатов, упомянутому выше. Иногда, однако, на основе сохранившихся изображений утверждается, что это были чисто-парусные корабли, а название «галеаса» было применено к ним в силу не устоявшейся ещё русскоязычной военно-морской терминологии.
На побережье Балтийского моря галеасом (в написании Galeas) также называют рыболовное судёнышко, напоминающее датский бот, но с транцевой, а не круглой кормой и парусным вооружением кеча или двухмачтовой шхуны. Этимология этого названия не вполне ясна, однако иногда считается, что оно напрямую связано с парусно-гребными боевыми кораблями XVI—XVII веков, которые в акватории Балтийского моря использовались дольше, чем в остальной Европе.